# Cortazar (Guanajuato)
Cortazar es una localidad del estado mexicano de Guanajuato. Es la cabecera del municipio de Cortazar.

## Toponimia
El nombre de la localidad rinde homenaje a Luis Cortazar y Rábago, héroe de la Independencia de México e iniciador de la insurgencia en la región.

## Historia
El 9 de octubre de 1718 el virrey Baltasar de Zúñiga y Guzmán ordenó la fundación de la población de «San José de los Amoles», la cual fue llevada a cabo el 5 de mayo de 1721 de mano de la Orden franciscana. En 1811 Luis Cortazar y Rábago subleva a la población de San José de los Amoles y a la vecina población de Salvatierra en favor de la Independencia de México.
En 1857 el Congreso del Estado de Guanajuato renombra la población de San José de Amoles como «Villa de Cortazar» en honor al líder insurgente. En 1874 inició la construcción del Ayuntamiento y de la Iglesia de San José. El 26 de agosto de 1922 fue inaugurado el Puente Colgante de Cortazar por el presidente de México, Álvaro Obregón. El 21 de noviembre de 1928 la villa es elevada a la categoría de ciudad.

## Demografía
| Gráfica de evolución demográfica |
|                                  |

| Censo | Población |
| ----- | --------- |
| 1900  | 5 487     |
| 1910  | 5 388     |
| 1921  | 6 062     |
| 1930  | 6 921     |
| 1940  | 9 044     |
| 1950  | 12 139    |
| 1960  | 17 925    |
| 1970  | 25 794    |
| 1980  | 35 330    |
| 1990  | 45 579    |
| 2000  | 53 886    |
| 2010  | 61 658    |
| 2020  | 69 371    |